# Jean Louis Vincent Bernardou
Jean Louis Vincent Bernardou est un homme politique français né le 2 mars 1800 à Castres (Tarn) et décédé le 31 juillet 1868 à Vielmur-sur-Agout (Tarn).
Propriétaire, maire de Castres, conseiller général, il est député du Tarn de 1837 à 1846, siégeant dans l'opposition de gauche.

## Sources
- « Jean Louis Vincent Bernardou », dans Adolphe Robert et Gaston Cougny, Dictionnaire des parlementaires français, Edgar Bourloton, 1889-1891 [détail de l’édition]